# An-Nabi Samu’il
An-Nabi Samu’il (arab. النبي صموئيل; hebr. נבי סמואל) – wieś w muhafazie Jerozolima w Autonomii Palestyńskiej.
Zgodnie z lokalną tradycją w An-Nabi Samu’il znajduje się grób proroka Samuela, od którego pochodzi nazwa wioski. Grobowiec znajduje się w piwnicy tutejszego meczetu. Jest to tradycyjne miejsce pielgrzymek żydów, chrześcijan i muzułmanów. Meczet jest charakterystycznym punktem orientacyjnym dla całej okolicy.

## Położenie

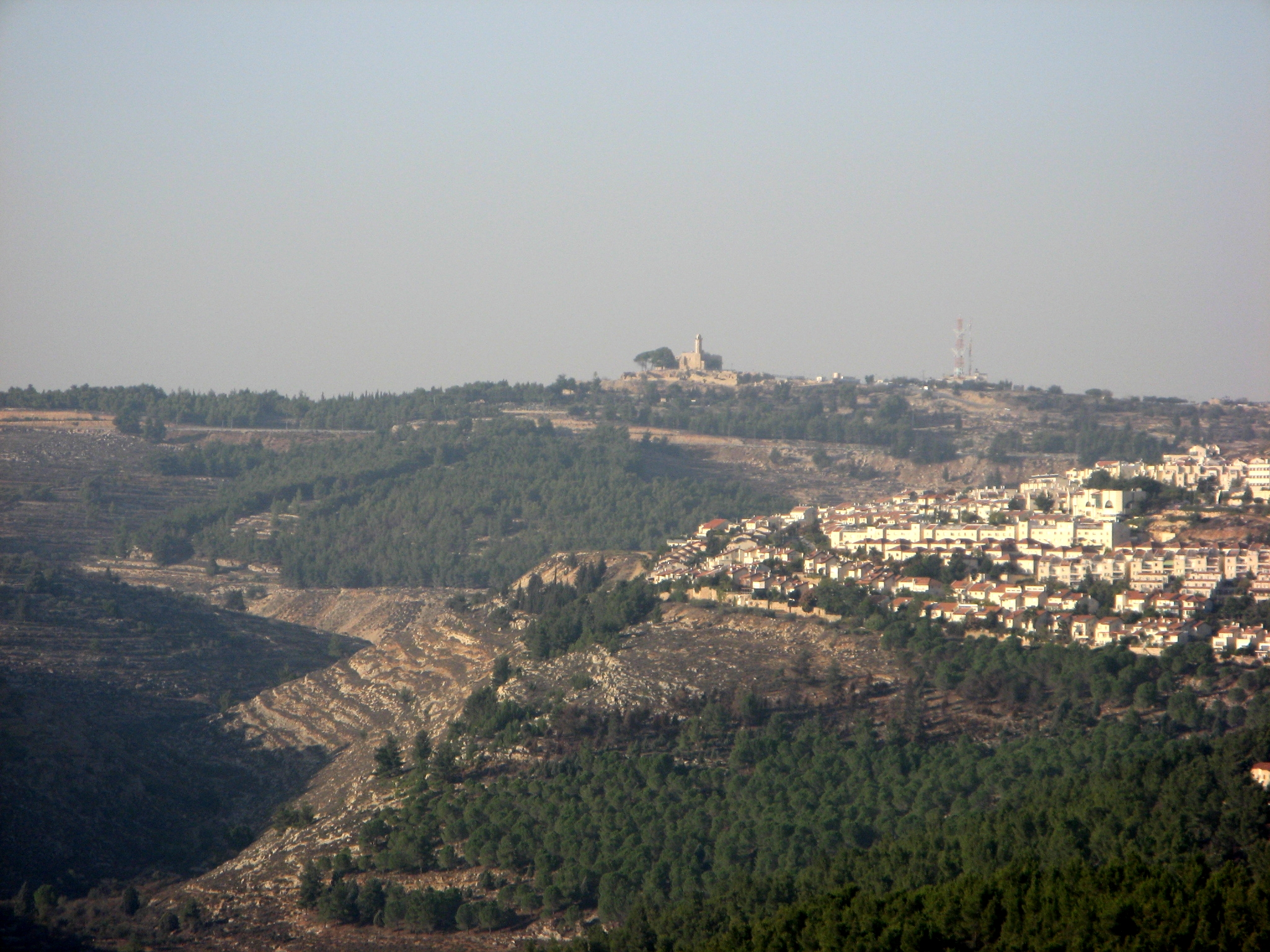
Meczet An-Nabi Samu’il wyraźnie widoczny na szczycie wzgórza. Po prawej stronie widoczne osiedle Ramot

Wioska An-Nabi Samu’il leży w muhafazie Jerozolima w Strefie C Autonomii Palestyńskiej, która znajduje się pod cywilną administracją Izraela. Na północ, wschód i zachód od wioski przebiega mur bezpieczeństwa, oddzielający terytorium Izraela od Autonomii Palestyńskiej - sama wioska leży po stronie izraelskiej. Po tej samej stronie, w jej otoczeniu znajduje się osiedle Ramot (północna część miasta Jerozolima), osiedle Har Szmuel (dzielnica miejscowości Giwat Ze’ew), oraz arabska wioska Bajt Iksa. Po stronie palestyńskiej znajduje się miasto Bir Nabala, wioski Bajt Surik, Al-Dżib i Bajt Hanina.

## Środowisko naturalne
An-Nabi Samu’il jest położona na szczycie wzgórza na wysokości 884 metrów n.p.m., w południowej części Samarii.

## Historia
Według lokalnej tradycji, we wsi znajduje się grób biblijnego proroka Samuela, od którego wioska otrzymała swoją nazwę - chociaż według Biblii Samuel został pochowany w miejscowości Rama. Na wschód od wzgórza znajduje się miejsce zidentyfikowane jako starożytne miasto Mispa. To tutaj Juda Machabeusz przygotowywał się do wojny przeciwko Seleucydom.
Tradycyjny grób proroka Samuela znajduje się w podpiwniczeniu tutejszego meczetu. Sam budynek pierwotnie był klasztorem, służącym chrześcijańskim pielgrzymom zmierzającym do Jerozolimy. Został on wzniesiony w okresie panowania Bizancjum, a następnie odrestaurowany i powiększony w VI wieku. Od tego czasu miejsce jest celem pielgrzymek chrześcijan, muzułmanów i Żydów. Arabski podróżnik i geograf Al-Mukaddasi opowiadał w 985 roku historię dotyczącą An-Nabi Samu’il, którą usłyszał od wujka. Pewien sułtan chciał wziąć w posiadanie An-Nabi Samu’il i poprosił jej właściciela o opisanie wioski. Właściciel opisał ją, przedstawiając bolączki tego miejsca: „Praca jest ciężka, a zyski niskie. Wszędzie są chwasty, migdały są gorzkie, siejesz jeden buszel, zbierasz jeden buszel.” Po wysłuchaniu tej relacji, sułtan wykrzyknął: „Precz! Nie chcemy twojej wsi!”. W czasach panowania arabskiego wioska rozwinęła się jako ośrodek garncarstwa, pracujący dla pobliskiej Jerozolimy, jak również Ramli i Cezarei. Gdy w 1099 roku Krzyżowcy podbili Palestynę, z tutejszego wzgórza po raz pierwszy ujrzeli Jerozolimę. Z tego powodu miejsce to nazwali Szczęśliwa Góra. Następnie wznieśli tutaj obronny zamek Mont de Joie, który ochraniał Jerozolimę od północy. W XII wieku żydowski podróżnik Beniamin z Tudeli napisał, że krzyżowcy znaleźli na cmentarzu żydowskim w mieście Ramla kości proroka Samuela i pochowali je w specjalnie wzniesionym w tym celu kościele pod wezwaniem św. Samuela położonym na wzgórzu z widokiem na Jerozolimę. Król jerozolimski Baldwin II powierzył An-Nabi Samu’il Zakonowi Cystersów, którzy wybudowali tutaj klasztor. Następnie, w latach 20. XII wieku przekazali go Zakonowi Norbertan. W latach 1141–1144 utworzyli oni tutaj opactwo, a w 1157 roku wznieśli kościół nad grobem proroka Samuela. Gdy w 1187 roku Saladyn podbił większość Palestyny, tutejszy kościół został przekształcony w meczet. W jego otoczeniu rozwinęła się niewielka wioska arabska. W XIII wieku arabski geograf Jakut Ibn Abdallah al-Hamawi opisał An-Nabi Samu’il (lub Maran Samwil) jako „małe miasteczko w pobliżu Jerozolimy. Mar w syryjskim oznacza księdza, a Samwil to nazwa Doktora Prawa”. Tutejszy meczet i miejsce pochówku proroka Samuela było celem tradycyjnych pielgrzymek żydowskich, które docierały do An-Nabi Samu’il w kwietniu i maju każdego roku. W ten sposób An-Nabi Samu’il rozwijało się jako coraz ważniejszy ośrodek kultu religijnego muzułmańsko-judaistycznego. W XV wieku Żydzi wybudowali własną synagogę w sąsiedztwie meczetu. Chociaż od czasu do czasu napotykali na trudności w odwiedzaniu sanktuarium, to władze osmańskie nakazały karać każdego, kto uniemożliwia lub utrudnia żydowską pielgrzymkę do An-Nabi Samu’il. Księgi podatkowe z 1596 roku opisują An-Nabi Samu’il jako małą wieś, liczącą zaledwie 5. muzułmańskich gospodarstw. Mieszkańcy płacili podatki z uprawy pszenicy, jęczmienia, oliwek, winnic, drzew owocowych, kóz i pszczelarstwa. W 1730 roku w wiosce wzniesiono nowy meczet, w skład którego włączono pozostałości dawnego kościoła krzyżowców. W 1883 roku brytyjskie stowarzyszenie Palestine Exploration Fund opisało wieś jako mały przysiółek z glinianymi chatami, który wznosi się na szczycie grzbietu wśród pozostałości ruin krzyżowców.
Podczas I wojny światowej w 1917 roku wioska została poważnie zniszczona od ognia tureckiej artylerii. W wyniku wojny, cała Palestyna przeszła pod panowanie Brytyjczyków, którzy utworzyli Mandat Palestyny. W 1921 roku wioska została odbudowana, a osmański meczet przywrócony społeczności muzułmańskiej. Spis ludności przeprowadzony w 1922 roku wykazał, że w An-Nabi Samu’il mieszkało 121 muzułmanów, a w 1931 roku 138 mieszkańców, w tym 1 chrześcijanin. Według danych z 1945 roku do wsi należały ziemie o powierzchni 215 ha. We wsi mieszkało wówczas 200 osób.
| Własność gruntów | Powierzchnia gruntów [ha] |
| ---------------- | ------------------------- |
| Arabowie         | 159,2                     |
| Żydzi            | 55,6                      |
| publiczne        | 0,2                       |
| Razem            | 215                       |

| Rodzaj użytkowanych gruntów | Arabowie [ha] | Żydzi [ha] |
| --------------------------- | ------------- | ---------- |
| uprawy nawadniane           | 25            | 4,3        |
| uprawy zbóż                 | 71,7          | 26,9       |
| uprawy oliwek               | 3,4           | 0          |
| nieużytki                   | 62,2          | 24,4       |
| zabudowane                  | 0,5           | 0          |

Przyjęta 29 listopada 1947 roku Rezolucja Zgromadzenia Ogólnego ONZ nr 181 zakładała podział Palestyny na dwa państwa: żydowskie i arabskie, oraz mała międzynarodowa strefa obejmująca Jerozolimę i Betlejem. Strefa międzynarodowa miała pozostawać poza granicami obu państw i być zarządzana przez Narody Zjednoczone, które stawały się gwarantem bezpieczeństwa wszystkich świętych miejsc Chrześcijaństwa, Islamu i Judaizmu w obu miastach. Plan podziału przyznawał obszar wioski An-Nabi Samu’il państwu arabskiemu. Żydzi zaakceptowali plan podziału, jednak Arabowie doprowadzili dzień później do wybuchu wojny domowej w Mandacie Palestyny. W owym czasie w rejonie wioski działały siły Arabskiej Armii Wyzwoleńczej, które sparaliżowały żydowską komunikację w całym regionie. Na północ od Jerozolimy pozostała izolowana żydowska enklawa osad Atarot i Newe Ja’akow. Aby uzyskać z nimi komunikację, pod koniec kwietnia 1948 roku przeprowadzono operację Jewusi. W jej trakcie doszło do bitwy o An-Nabi Samu’il (23 kwietnia 1948 r.), która okazała się jedną z najcięższych porażek żydowskich sił Palmach w wojnie. Na samym początku I wojny izraelsko-arabskiej w maju 1948 roku wioskę zajęły oddziały jordańskiego Legionu Arabskiego. Po wojnie wieś weszła w skład terytorium okupowanego przez Transjordanię i była wykorzystywana jako wojskowe stanowisko strzegące dostępu do Jerozolimy.
Podczas wojny sześciodniowej w 1967 roku wioskę zajęły wojska izraelskie. An-Nabi Samu’il znalazła się na okupowanym przez Izrael terytorium Zachodniego Brzegu Jordanu. W latach 70. XX wieku rozebrano większość tutejszych domów, a osadnicy żydowscy usiłowali przejąć pełną kontrolę nad grobowcem proroka Samuela. W wyniku zawartego w 1993 roku Porozumienia z Oslo, utworzono Autonomię Palestyńską. Wioska An-Nabi Samu’il weszła wówczas w skład Strefy C, w której cywilną administrację oraz sprawy bezpieczeństwa sprawowali Izraelczycy. Po upadku w 2004 roku arabskiej intifady Al-Aksa, Izraelczycy przystąpili do tworzenia strefy buforowej oddzielającej ziemie gminy Jerozolimy od obszaru muru bezpieczeństwa, który oddziela terytorium Izraela od Autonomii Palestyńskiej. An-Nabi Samu’il znalazła się w obrębie tej strefy buforowej. Ze względów bezpieczeństwa wojskowego w wiosce zakazana jest działalność budowlana. Również swoboda działalności gospodarczej została bardzo mocno ograniczona. Wpłynęło to na sytuację mieszkańców, którzy żyją w ubóstwie. Wielu młodych mieszkańców wyjeżdża w poszukiwaniu pracy do pobliskiego miasta Ramallah. Władze izraelskie usprawiedliwiają swoją politykę twierdzeniem, że ich działania mają na celu zachowanie historycznego i religijnego charakteru An-Nabi Samu’il.

## Demografia
Według danych Palestyńskiego Centrum Danych Statystycznych, w 2006 roku w An-Nabi Samu’il mieszkało 220 mieszkańców, z czego większość stanowią Arabowie muzułmanie.

## Turystyka
W 1998 roku stanowisko archeologiczne na szczycie wzgórza wraz z meczetem i grobowcem proroka Samuela objęto ochroną. Utworzono wówczas Park Narodowy An-Nabi Samu’il. W pobliżu w 2009 roku utworzono Rezerwat przyrody Alloni Szemu’el. Obejmuje on powierzchnię 15 ha, na których objęto ochroną największe w kraju dęby.

## Transport
Z wioski wyjeżdża się na południe na drogę nr 436, którą jadąc na zachód dojeżdża się do żydowskiego osiedla Har Szmuel lub na południowy wschód do jerozolimskiego osiedla Ramot. Palestyńczycy nie mają jednak swobodnego wjazdu do Izraela, i przed wjazdem do osiedla znajduje się punkt kontrolny Ramot. Wcześniej można zjechać na zachód na lokalną drogę prowadzącą do sąsiedniej wioski arabskiej Bajt Iksa. Dla mieszkańców obu tych wiosek naturalnym zapleczem było arabskie miasto Bir Nabala, jednak w 2008 roku zamknięto bezpośrednią drogę prowadzącą do niego. Od tej pory muszą oni przed dojechaniem do osiedla Har Szmuel skręcić na lokalną drogę prowadzącą na zachód do przejścia granicznego z „enklawą Biddu”. Znajduje się tutaj miasto Biddu. Enklawa jest połączona z miastem Ramallah drogą z podziemnymi tunelami, która jest otoczona murem z obu stron. W ten sposób dojeżdża się do wioski Al-Dżib i miasta Bir Nabala, które znajdują się w „enklawie Bir Nabala”.